# Illa de Malta
L'illa de Malta és al sud d'Europa i és la més gran de les tres illes que constitueixen l'arxipèlag maltès i la República de Malta. Es troba al Mediterrani, a 90 quilòmetres al sud de Sicília i a 290 al nord de Líbia, té una superfície de 246 km² i una població de 519.562 habitants (cens de 2021). La capital del país és La Valletta; però la seva ciutat amb més habitants és Rabat. El seu paisatge es caracteritza per turons baixos i terrenys amb terrasses.

## Història
Entre el segle xviii aC i el segle ix aC l'illa formava part dels dominis dels fenicis. El seu nom antic fou Melita. Dels fenicis va passar als cartaginesos vers el segle vii aC i fins a la conquesta romana, que no està referenciada però que fou a l'entorn del 218 aC. S'hi han trobat monedes i restes romanes i gregues, però a Gozo només gregues.
Posteriorment, els vàndals (454), els ostrogots (494), l'Imperi Romà d'Orient (533) —Belisari, el general romà d'Orient, s'hi va aturar fent camí cap a l'Àfrica— i l'emirat de Kairouan (c. 870) van dominar successivament l'illa. Els romans d'Orient van atacar l'illa el 870 i un estol d'ajuda va sortir de Sicília manada per Àhmad ibn Úmar ibn Abd-Al·lah ibn Ibrahim ibn al-Àghlab al-Habaixí, que va fer retirar als grecs sense combatre el 29 d'agost del 870. Hi va haver algunes represàlies contra la població grega i el bisbe va ser arrestat i enviat captiu a Palerm mentre l'església era enderrocada i els seus materials eren utilitzats per a la construcció del Kasr Habashi a Sussa. Els àrabs van influir en el llenguatge de l'illa i els habitants autòctons es van fer musulmans i s'hi van establir colons àrabs i amazics. Els àrabs hi van deixar tombes, monedes i inscripcions, essent la més famosa la de Maymuna, datada del 1173.
Després de ser conquerida per Roger de Sicília el 1091, la població musulmana va estar sota vassallatge fins que va ser expulsada (1245-1249) pels Hohenstaufen. El 1266, Malta va passar a Carles d’Anjou. La proximitat i la dependència de Sicília van fer que, en caure el regne sicilià en poder de Pere el Catòlic, els maltesos reconeguessin el nou sobirà (1282) i s'integressin a la Corona d'Aragó com a part del comtat de Malta. Carles I de Nàpols va intentar utilitzar Malta com a base per reconquerir Sicília el 1283, però va ser derrotat en la batalla de Malta. Manfredí Lancia va reconquerir la resta de l’illa. Quan Jaume el Just va renunciar a la corona de Sicília a favor del seu germà Frederic, el 1296, Malta i Gozzo van passar a poder d’aquest. El 1345 es va crear el consolat català de Malta.
Durant el segle xiv, els reis de Sicília van concedir les illes a nobles i membres de la família reial, malgrat la voluntat dels seus habitants de mantenir-se sota la jurisdicció reial. Aquesta època de dominis senyorials va causar grans danys a les illes. En recuperar Sicília com a hereu de Martí el Jove (1409), Martí l’Humà també va recuperar les illes de Malta i Gozzo, que des d'aleshores van romandre dins la corona catalanoaragonesa. El 1522, Carles V va cedir l'arxipèlag maltès a l'orde de l'Hospital, que havia estat obligat a abandonar l'illa de Rodes pels turcs; hi va romandre fins al 1798, quan va ser ocupada per Napoleó. L'illa va ser emmurallada per Parisot de La Vallette (1557-1568) i va demostrar la seva importància estratègica resistint el setge turc el 1565 i el 1614.
El 5 de setembre de 1800, Malta va ser conquerida per la Gran Bretanya, convertint-se en la primera base naval en la ruta cap a les colònies d'Orient. El 1813, els seus habitants van rebre la ciutadania britànica i l'any 1921 van aconseguir, després de diversos aldarulls, una constitució que els atorgava certa autonomia. Tot i així, això no va evitar tensions continuades amb els britànics. Durant la Segona Guerra Mundial, va ser una base aliada crucial, motiu pel qual l'illa va ser durament bombardejada. El 1947, una nova constitució li va atorgar un govern autònom i, el 1964, Malta va aconseguir la independència arran d'un referèndum. El 2004 s'integrà a la Unió Europea després que la seva població ho aprovés en referèndum (54% a favor i 46% en contra) i el 2008 va adoptar l'euro com la seva divisa.

## Persones
- Tomàs Gargall (1536-1614): nadiu de Collbató, bisbe de Malta de 1578 a 1614.